# Kálidása
Kálidása (dévanágarí: कालिदास; „služebník Kálí“) (asi 4.–5. století) byl indický básník a dramatik. Mezi jeho nejznámější díla patří lyrická poema Méghadúta (Oblak poslem lásky), divadelní hra Abhidžňánašákuntala (Poznávací znamení Šakuntalino) či epos Kumárasambhava (Zrození boha války). Není známa doba, kdy Kálidása žil, mnoho badatelů však spojuje jeho působení s dobou guptovského krále Čandagupty II. (vládl okolo 380–415).

## Život
Jeho básně naznačují, že byl bráhmanem (knězem), jisté to však není. Podle jeho veršů lze také soudit, že byl svobodomyslným, přesto ortodoxním hinduistou. Jeho jméno, doslovně „služebník Kálí“, naznačuje, že byl šivaistou (stoupenec boha Šivy, jehož manželkou Kálí byla), ale ve svých textech občas velebil i další bohy, zejména Višnua.
Ostatní biografické detaily jsou bohužel sporné nebo legendární. Sinhálská tradice například říká, že zemřel, přesněji byl zavražděn, na ostrově Srí Lanka za vlády Kumaradasy, který nastoupil na trůn v roce 517. V Indii se udržuje legenda, že byl jedním z "9 drahokamů" dvora krále Vikramáditji v Udždžajiní (dnešní Ujjain). Většina indologů se však kloní k tomu, že patřil ke dvoru Čandragupty II., avšak většinou jen proto, že tato éra je považována za vrcholnou etapu staré Indie a kvalita Kálidásovy tvorby s tím souzní. Druhým obvyklým důkazem je divadelní hra Malávikágnimitra, v níž řada badatelů rozpoznává detaily guptovského dvora. Naopak pro variantu Ujjain má svědčit dobrá znalost Himalájí v eposu Kumárasambhava (Ujjain leží nedaleko Himalájí) a přímí oslava Ujjainu v básni Méghadúta. Názorů je v této věci ale více, sanskrtský učenec Lakšmí Dhar Kalla (1891–1953) napsal v roce 1926 knihu s názvem Místo narození Kalidasy, kde přišel s teorií, že se klasik narodil v Kašmíru. Podle Kally je to znát především z pasáží o flóře (které jsou nesmírně četné, Kálidása je někdy označován dokonce za zakladatele "eko-poezie"). Podle Kally je nápadné, že Kálidása mluví často o rostlinách, které se vyskytují v Kašmíru a nikde jinde. Kalla dále tvrdí, že divadelní hra Šakuntala je ovlivněna verzí šivaismu, která byla v té době známa rovněž jen v Kašmíru.
Některé legendy mají charakter vyloženě pohádkový. Například, že Kálidása začal studovat a psát svá díla poté, co neobstál v soutěži důvtipu před jakousi princeznou.

## Dílo
Kálidása byl vynikajícím znalcem sanskrtu a jeho postavení v dějinách sanskrtské literatury je asi takové, jako má Shakespeare v dějinách literatury anglické. Jeho díla byla založena zejména na filosofii a hinduistické mytologii. Projevoval v nich vřelý vztah k lidem a okolní přírodě, opěvoval krásné ženy, ctnostné brahmány, vzorné krále i vznešené askety. Jeho divadelní hry vynikají formální dokonalostí a hlavními nositeli bohatého děje jsou v nich ženy.
I přesto, že mu je připisováno mnoho děl, je pravděpodobné, že byl autorem jen některých z nich. Indologie si je nejvíc jistá Kálidásovým autorstvím u šesti textů. Méghadúta (Oblak poslem lásky) je lyrická poema a vrchol Kalidásovy básnické tvorby. Její rámec tvoří vzkazy plné milostné něhy, které své dívce posílá pomocí mraku její milenec odloučený od ní po dobu dešťů. Rtusanháram (Šest ročních dob) shrnuje Kálidásovy lyrické básně. V eposech Kumárasambhava (Zrození boha války) a Raghuvanša (Historie rodu Raghunova) ožívá bohatá hinduistická mytologie plná zázraků a nadpřirozených sil. Abhidžňánašákuntala (Poznávací znamení Šakuntalino), zkráceně Šakuntala, česky též jako Ztracený prsten (tak bylo nazváno přebásnění Františka Hrubína) je nejznámější Kalidasova divadelní hra, lyrická pohádka o prokleté lásce a jejím konečném vítězství. Malávikágnimitra (Maláviká a Agnimitra) je naopak komorní veselohra zasazená do elegantního a rozmařilého rámce guptovské Indie. Hra Vikramórvašíja (Vikrama a Urvaší) čerpá námět ze staré báje o lásce smrtelníka a víly.
Český indolog Josef Zubatý v Ottově slovníku naučném hodnotil jeho poezii slovy: "Význam Kálidásův leží ve vřelosti citu a spojené s ní lahodě slova, zdržující se mj. přílišného bombastu a hledanosti slohové, které jiné básníky pozdější literatury indické často činí nezáživnými; za to nedostává se jeho dramatům i výpravným básním pravého dějového ruchu a života."

## Česká vydání
- Śakuntala, Eduard Grégr, Praha 1873, přeložil Čeněk Vyhnis,
- Málaviká a Agnimitras, Jan Otto, Praha 1893, přeložil Josef Zubatý,
- Méghadút čili Oblak poslem lásky, Alois Wiesner, Praha 1900, přeložili Josef Zubatý a Jaromír Borecký,
- Šestero ročních počasů, Evropský literární klub, Praha 1942, přeložil Pavel Poucha,
- Ztracený prsten, Josef Lukasík, Ostrava a Praha 1944, přebásnil František Hrubín, znovu ČDLJ, Praha 1957 a SNKLHU, Praha 1961,
- Oblak poslem lásky, SNKLHU, Praha 1954, přeložil Oldřich Friš, znovu Muzeum Boskovicka, Boskovice 2005.
- Šest ročních dob, Československá akademie věd, Praha 1956, přeložil Oldřich Friš, znovu Muzeum Boskovicka, Boskovice 2005.
- Vikrama a Urvaší, obsaženo v knize Pod praporem krále nebes, SNKLHU, Praha 1987, přeložil Dušan Zbavitel
- Jak Agnimitra k Málavice přišel, Orientální ústav, Praha 1992-1993, přeložil Vladimír Miltner.